# Euphorbia rosea
Euphorbia rosea là một loài thực vật có hoa trong họ Đại kích. Loài này được Retz. mô tả khoa học đầu tiên năm 1786.